# GTV (ビデオマガジン)
『GTV』（ジーティーブイ）とは、ゲームのビデオ（ビデオマガジン）とそのレーベルである。GTVはゲームテックビデオの略称。渡辺浩弐が編集長を務めており、いずれも株式会社F2が制作した。

## CBSソニー時代
CBSソニーから1988年2月から1989年4月まで発行されていた時代は月刊のVHSで発売され、15号まで発刊した。価格は1980円。毎月21日の発売だったが、8号のみ26日発売。1号から4号は30分で、5号は60分、6号以降は45分であった。
内容は、当時の家庭用ゲームの新作紹介や攻略法の特集が主で、ソフィというバーチャル司会者が進行を務める。このソフィというキャラクターは、当時話題だったCGキャラクター『マックス・ヘッドルーム』を参考にして作られ、人形をビデオエフェクトでCGっぽく映像処理をして表現されていた。ソフィーの声とゲーム紹介ナレーションは声優の本多知恵子。この他にもゲームメーカーを紹介するメーカーズファイルやコントコーナー等もあり、ミスターX（竹内宏彰）、インドマン（多田野貴裕）といった、ゲーム名人のキャラクターを出演させたりとバラエティー色が強い内容であった。
紹介するゲームソフトは『ファミリーコンピュータ』と『PCエンジン』が主となっており、たまに海外製家庭用ゲーム機や海外製PC『Commodore Amiga』のソフト、『MSX』や『NEC PC-8801』シリーズのソフト等も紹介されていた。当時のセガの家庭用ハードの『セガ・マークIII』や『メガドライブ』に関しては、ソフトの貸し出しがなされず扱われなかった。また、ゲーム産地直送便というコーナーでは、解説役にゲームクリエイターを招いて期待の新作ソフトをピックアップで紹介したり、メーカーのクリエイターや広報が出演して自社のハードやソフトを紹介する特報枠もあり、毎号エンドロールのINDEXでは、その号に紹介したソフトに対してビデオの製作スタッフによる一口コメントも添えられていた。
ゲーム紹介コーナーの他にも、「ふぁみこんと」という、ワッショイ劇場というお笑いグループがゲームキャラをシュールなギャグで演じるコーナーや、ミスターXの弟子という設定でおかまキャラの歌舞伎町シスターズが登場したり（実際はワッショイ劇場が演じていた）、各メーカーの広報を集めて覆面座談会を行うなどカルトな企画が多数あった。最終号では、みうらじゅんとカーツ佐藤が野球ゲームを紹介するコーナーに出演していた。また、ビデオケースのレーベルカバーの裏側には、「でんのお倶楽部」という新聞風の連載記事が毎号掲載されていたが、公式に発表していない隠し要素的な扱いであった為に知らなかった人も多かったと思われる。
発行途中には本誌とは別枠で『裏GTV』というものも作られた。これは通常販売はされておらず、前述の「ふぁみこんと」のコーナーにハガキでネタを送って採用された人のみにプレゼントとして送られたもので、際どいネタやハッカーインターナショナルが当時発売していた非公認ソフトの紹介等を収録していた。
1989年に、増刊号として『GTVプロフェッショナル スーマリ3究極マニュアル』『GTVプロフェッショナル ファミスタ'88究極マニュアル』などの攻略ビデオ、『ナムコ究極マニュアル』『コナミ究極マニュアル』といったメーカー特集号も発売された。

## アスキー時代
CBSソニーの『GTV』休刊後、『GTV』の編集長の渡辺浩弐が発売元を変えて制作したのビデオマガジンが『GAME TV』である。アスキーのゲーム雑誌『ファミ通』の表紙を描いていた松下進がコウモリをデザインしたバッテリーというキャラクターがイメージキャラクターとなり進行役になった。渡辺浩弐、ミスターX、インドマンも登場。セガのメガドライブのソフトも紹介されるようになったが、不定期刊で1990年に2号で終了。VHSのみ。

## GTVプロフェッショナル
『GAME TV』の終了後、タカラから『GTVプロフェッショナル　スーパーファミコン・パーフェクトビデオ』『GTVプロフェッショナル　PCエンジン・パーフェクトビデオ』『GTVプロフェッショナル　メガドライブパーフェクトビデオ』が単発で発売。『GAME TV』と同じくバッテリーが進行。VHSで発売され収録時間は60分。3605円だった。
1992年12月にはVHSとレーザーディスクでパイオニアから『GTV スーパーファミコンパーフェクトビデオ'92～93』 『GTV　PCエンジンパーフェクトビデオ'92～93』『GTV　メガドライブパーフェクトビデオ'92～93』が出された。これもバッテリーが進行。60分。3800円。
1993年6月には日本レンタルシステムサプライから5800円でレンタル専用の『GTV ファミコンパーフェクトビデオ』がVHSで発売。コンビニエンスストア向けのセル専用バージョンは40分に短縮され1980円で発売された。

## その他
GTVレーベルで出されたソフトには『GTV ストリートファイターIIターボ日本一!! 濃縮坂』『GTV ストリートファイターIIターボ日本一!! チャンピオンシップ'93 イン 国技館 完全記録』などがある。
GTVの名を関していないF2制作のゲームビデオには『MARIO THE VIDEO スーパーマリオワールド パーフェクトビデオ』『MARIO THE VIDEO スーパーマリオカート パーフェクトビデオ』『MARIO THE VIDEO スーパーマリオコレクション パーフェクトビデオ』『MARIO THE VIDEO スーパーマリオワールド パーフェクトビデオ』がある。

## 主な出演者
- 渡辺浩弐（編集長）

CBSソニー時代はナレーションや覆面座談会のみでの出演。顔出しでの出演はナムコ究極マニュアル以降となる。
- ミスターX（竹内宏彰）

プロレスマスクをかぶりダミ声で話すヒールキャラ。ゲーム虎の穴の総本山で総帥という設定だったファミコン名人。
GTVよりも前にファミコン4超人の1人として『ヤングジャンプ』誌上でデビューしていた。シューティングゲームが得意という設定で、ゲームプレイやゲーム紹介を担当していた。
- インドマン（多田野貴裕）

ターバンにサングラスという奇抜な風貌で業界初のインド人ゲーマーというキャラで、ミスターXの弟子という設定のファミコン名人。ゲーム中にカレーを食べたり、トーク中に奇声をあげるのが特徴。ゲーム紹介ではスポーツゲームとアクションゲームを担当し、『ファミスタ'87』日本選手権では3位入賞した。演じていた多田野は、インドマン以外でもファミコントでワッショイ劇場のメンバーとして素顔で出演していたり、小我恋次郎というペンネームでゲーム誌などでライター活動も行っていた。また、ファミコンソフト『かってにシロクマ　もりを　すくえのまき！』のサウンド製作や、PCエンジン版『ダウンタウン熱血行進曲』の審判のボイスなどゲーム製作にもいくつか携わっている。
- 安芸巡平

CBSソニー時代にディレクター他、ナレーションやワッショイ劇場のメンバーとしてファミコント等に出演していた。
- 大堀康祐

CBSソニー時代にゲームアナライザーという肩書きで出演。ゲーム産地直送便やゲーム攻略コーナー等でソフト紹介を担当していた（『ゼビウス1000万点への解法』の著者の1人）。現在はゲームメーカー「マトリックス」代表取締役。
- 鈴木美加

出演者の中では紅一点の女性の出演者。可愛いキャラが出る女の子にも受けそうなゲームを主に紹介していた。
- 須田PIN

前述の『GTV』ではファミコン版の『ウィザードリィ』がアスキー出版から発売された為に音声のみの出演で同ソフトの紹介をした。
『GAME TV』では販売元がアスキーになった為にレギュラーでソフト紹介コーナーに出演しRPGやSLGを担当し紹介していた株式会社アスキー（現：エンターブレイン）の編集者。
- ソフィ（司会：CBSソニー時代　声：本多知恵子）

CG風に制作されたバーチャルキャラクターで、CBSソニー時代のイメージキャラおよび司会進行役として使われていた。まじめと不良の2重人格キャラという設定でちょくちょく人格が入れ替わる。本名はデジタリック・ソフラシスカ。またソフト紹介コーナーでは、声優の本多が高い声色で「女子高生ゲーマー知恵ちゃん」という別役も演じていた。
- バッテリー（イメージキャラクター 声：本多知恵子）

コウモリのパペットで、株式会社アスキー時代とタカラ時代のマスコットキャラクター。キャラクターデザインは松下進が担当。この縁があり、松下がキャラクターデザインを務めたゲーム作品「エルファリア」では、バッテリーが敵キャラとしてゲスト出演している。